# Janko Janša
Janko Janša (* 19. Juli 1900 in Mojstrana, Österreich-Ungarn, heute Teil von Slowenien; † unbekannt) war ein jugoslawischer Skilangläufer.
Janša belegte bei den Nordischen Skiweltmeisterschaften 1927 in Cortina d’Ampezzo den 27. Platz über 50 km und im folgenden Jahr bei seiner einzigen Teilnahme an Olympischen Winterspielen in St. Moritz den 40. Platz über 18 km und den 29. Rang über 50 km. In den folgenden Jahren lief er bei den Nordischen Skiweltmeisterschaften 1929 in Zakopane auf den 29. Platz über 18 km und bei den Nordischen Skiweltmeisterschaften 1930 in Oslo auf den 86. Platz über 50 km und auf den 81. Rang über 17 km. Nach seiner Karriere als Skilangläufer arbeitete er als Skilehrer und nach dem Zweiten Weltkrieg als Lehrer am Institut für Körperkultur in Ljubljana. Sein Bruder Joško Janša war ebenfalls als Skilangläufer aktiv.